# サンフォード・ドール
サンフォード・バラード・ドール（英語: Sanford Ballard Dole, 1844年4月23日 - 1926年6月9日）は、ハワイ王国、ハワイ臨時政府、ハワイ共和国、およびアメリカ合衆国の自治領ハワイ準州（Territory of Hawaii）の政治家・裁判官。
ハワイ共和国の最初で最後の大統領であり、ハワイ準州初代知事。ハワイ王国の滅亡とアメリカによるハワイ併合に重要な役割を果たした。

## 生い立ち
ドールはオアフ島ホノルルで、アメリカ合衆国メイン州ノリッジウォック（EN）出身の白人プロテスタント宣教師の一家に生まれた。マサチューセッツ州で同じく宣教師の息子として生まれ、サンフォードを追ってハワイに移った後、ドール・フード・カンパニーを創業したハワイのパイナップル王ジェームズ・ドールは従弟にあたる。
ドール一家は、ハワイ王国において政治的支配力を強めつつあった、裕福なアメリカ人移民によるエリート社会の一員であった。ドールは長じて法律家となり、ハワイ王カラカウアやその妹リリウオカラニの弁護士として、また友人として仕え、ハワイ社会やハワイ文化の西洋化を主張し推進した。

## 銃剣憲法
ドールは1887年、アメリカ系の経済人・政治家・サトウキビ農場主らが結成した政治組織・ハワイ連盟の武装蜂起に参加した。白人市民たちからなる民兵部隊「ホノルル・ライフルズ連隊」の後ろ盾を得てカラカウア退位を迫ったハワイ連盟は、カラカウア王に対し、退位の代わりに内務大臣のアメリカ人ロリン・A・サーストンが起草した新憲法（銃剣憲法）を受け入れさせた。
この憲法はすべてのアジア系移民から一切の投票権を奪った。また投票権に収入や資産などの一定の基準を設けたため、貧しい人々（アメリカ人やヨーロッパ人もいたが、多くは先住ハワイ人）は選挙権を剥奪され、一方でハワイ人エリートや富裕なアメリカ系・ヨーロッパ系移民の政治力が劇的に強まった。さらに憲法は王の権利を極小化し、枢密院や内閣の政治的影響力を高めた。
武力を背景にしたこの「銃剣憲法」で、ハワイ王室と大多数のハワイ人は政治力を失い、白人農場主らを中心とする共和派が王国の実権を手にした。
ドールはこの後に、カラカウア王により、ハワイ王国最高裁判所の判事に任命されている。

## ハワイ王国の転覆
1891年に即位したリリウオカラニ女王は共和派と対立、王権を取り戻す新憲法を起案するなど王国政治は騒然となった。ドールら共和派はハワイ人たちの王政派勢力急伸に危機感を募らせた。
1893年1月16日、両派の衝突で混乱する中、米国公使ジョン・L・スティーヴンスはアメリカ海兵隊に出動を要請し、イオラニ宮殿を包囲させた。
1893年1月17日には共和派が政庁舎を占拠し、王政廃止と臨時政府樹立を宣言した（ハワイ革命/ハワイ事変）。ドールは当初固辞したが、結局臨時政府の大統領に就任した。臨時政府は王政転覆から48時間以内に、ハワイ王国と外交関係を結んでいた諸国から合法政府として承認された。臨時政府はアメリカへの併合を求めて活動した。
同年、グロバー・クリーブランドがアメリカ大統領に就任したが、「マニフェスト・デスティニー」はすでに終わったと考える彼はアメリカの領土拡張には消極的であった。彼はハワイでのこの「革命」に不快感を示し、元下院議員ジェームズ・ヘンダーソン・ブラウントにハワイ内政の調査を依頼した。
1893年7月17日、ブラウント報告書（Blount Report）が大統領に提出された。報告書では、白人共和派が組織する治安委員会（Committee of Safety）がスティーヴンス公使と共謀してアメリカ海兵隊をハワイに上陸させ、リリウオカラニ女王を武力で排除し、治安委員会メンバーからなるハワイ臨時政府を樹立する陰謀を進めていたことが述べられていた。
この報告をもとに、クリーブランド大統領はスティーブンス公使を更迭した。新公使アルバート・ウィリスはリリウオカラニの復位と立憲君主制の確立、および女王による治安委員会メンバーの恩赦を求め、ドールらには臨時政府解散を求めた。しかし11月16日のウィリス公使との会合では、リリウオカラニは恩赦を拒否し革命参加者への極刑を要求した。リリウオカラニは12月18日のウィリス公使との会合では考えを変えて、革命首謀者サンフォード・ドールとロリン・A・サーストンに対する処刑を考え直した。臨時政府は12月23日、ウィリス公使からクリーブランド大統領による要求としてリリウオカラニの復位を提案されたが、臨時政府はこれを拒否した。
この時、ハワイ問題はアメリカ合衆国上院に審議が戻され、上院議員ジョン・テイラー・モーガンが新たに調査報告を依頼された。モーガンが発表した1894年2月26日の報告書（モーガン報告書、Morgan Report）は、ブラウント報告書とは対照的な内容で、「革命」は現地のアメリカ人が長年の王国の腐敗の結果起こした地元の問題であり、アメリカ政府は関係がなく、海兵隊はアメリカ国民やその資産を守るためにのみ出動し、王政廃止には何の役割も果たさなかったと結論付けた。
臨時政府は制憲議会を開き、1894年7月4日に「ハワイ共和国」樹立を宣言した。

## ハワイ共和国

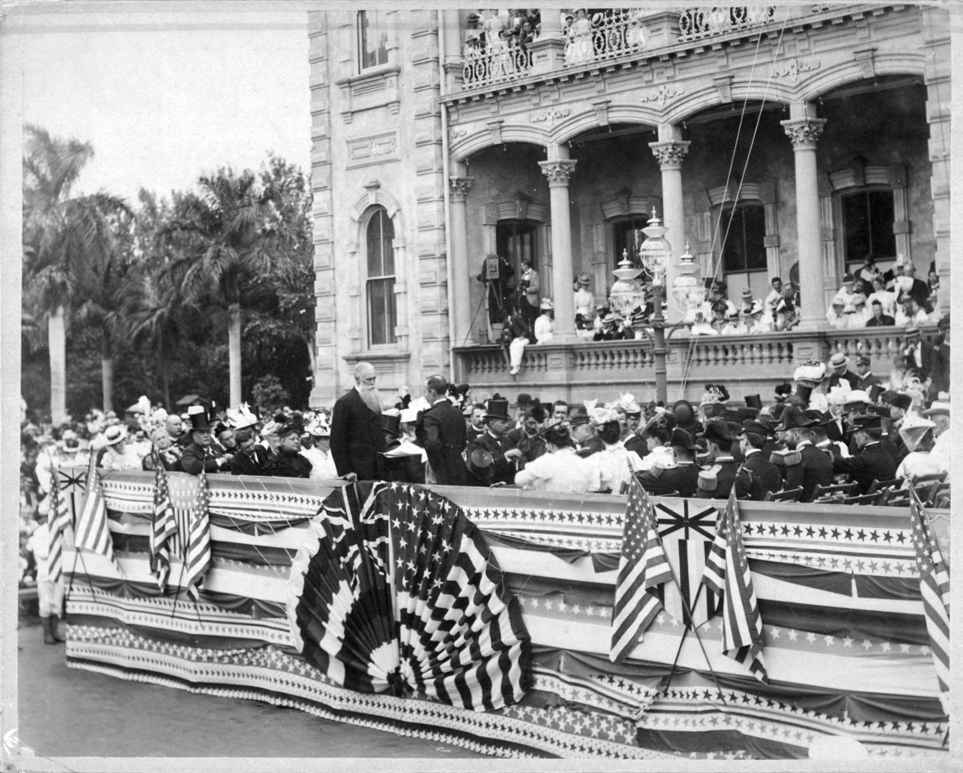
サンフォード・ドール（左）は、1900年のハワイ基本法によって準州政府と知事の地位が確立するまで、1898年に新設されたハワイ準州の大統領を務めた

臨時政府首脳のうち、サーストンは大統領就任を辞退し、その結果ドールが大統領に選ばれた。ドールは1894年から1900年までの間、ハワイ共和国初代にして最後の大統領を務める。この間ドールはサーストンに、ワシントンD.C.におけるハワイ併合のためのロビー活動を一任した。
ドール政権は王政復古の試みによって幾度も危機に直面した。その最大のものは銃剣憲法制定後にもたびたび反乱を起こした先住ハワイ人のハワイ軍人ロバート・ウィリアム・ウィルコックスらが加わった、王政派による1895年1月6日の武力蜂起であった。王政派は速やかに鎮圧され、1月16日にはリリウオカラニが多くの銃器を貯蔵していたとして反乱の首謀者の容疑で逮捕され、イオラニ宮殿に幽閉された。
ウィルコックスら反乱首謀者らは内乱罪で死刑を求刑されたが、ドールは彼らに対する刑を減刑した。1月22日、約200人の命と引き換えにリリウオカラニは女王廃位の署名を強制され、ハワイ王国は滅亡した。
ドールは外交面でも成功をおさめ、ハワイ王国を承認していた国は結局すべてハワイ共和国を承認した。

## アメリカへの併合
ウィリアム・マッキンリー大統領は、ドールに対し、ハワイ併合の暁には「ハワイ準州」の最初の知事に任命すると約束した。
1898年7月4日、アメリカ下院はハワイ共和国併合とハワイ準州の設立を定めたニューランズ決議を採択、7月7日にはマッキンリー大統領が署名した。8月12日にはハワイ編入が宣言され、ハワイの主権のアメリカへの委譲の儀式がイオラニ宮殿で行われた。このときハワイ王国の国旗が降ろされ、星条旗が掲揚された。
1900年4月30日のハワイ基本法で準州に政府が樹立されると、ドールは準州知事となったが、1903年には連邦地裁判事の任命を受けるため辞任した。彼は判事職を1915年まで務め、1926年に脳卒中で死去した。彼の遺灰はホノルルのカワイアハオ教会の墓地にある。